# Marine Petit
Marine Petit (Saint-Vallier, 15 de novembro de 1992) é uma ginasta francesa que compete em provas de ginástica artística.
Petit fez parte da equipe francesa que disputou os Jogos Olímpicos de 2008, em Pequim e terminou em sétimo lugar, além de ser a francesa melhor classificada no concurso geral, em vigésimo lugar.

## Carreira
Marine, nascida na França, iniciou-se na ginástica em 1998 e é treinada por Domenica Aubry e Xiaolin Ning.
Em seu primeiro ano na categoria sênior, Marine participou do Mundial de Stuttgart, na Alemanha. Nesta edição a ginasta não obteve medalhas, mas conseguiu classificar-se para duas finais. Na disputa por equipes, dessa vez ao lado de Kathelee Lindo, Laëtitia Dugain, Cassy Vericel, Isabelle Severino, Pauline Morel, ela terminou com a sexta colocação por equipes. Marine ainda se garantiu em outra final – individual geral. Em sua única final individual, não conseguiu ultrapassar a décima sexta colocação, com o total somado de 57,300.
No ano seguinte, 2008, Marine conquistou mais duas medalhas no Campeonato Europeu de Clermont-Ferrand – dois bronzes, um na final por equipes e outro no individual geral. Classificada para outra final, a do solo, Marine não cometeu erros graves, mas não conseguiu passar da quarta colocação. Na sequência do ano, nos Jogos Olímpicos de Pequim, a ginasta ajudou a equipe francesa – formada por Marine Debauve, Laetitia Dugain, Katheleen Lindor, Erika Morel e Rose-Eliandre Bellemare – a atingir a sétima colocação na disputa por equipes. Em outra final em que esteve presente, conquistou a 19º colocação no individual geral.
Em 2009, o primeiro encontro internacional de grande porte foi o Campeonato Europeu de Milão, na Itália. Nele, a ginasta participou da final do individual geral e da trave de equilíbrio. Terceira colocada no all around na edição anterior, a ginasta não conseguiu repetir a campanha e encerrou a disputa na sétima colocação, na trave foi quarta colocada.

## Principais resultados
| Ano  | Evento                                    | AA  | Equipe            | Barras assimétricas | Trave | Solo | Salto sobre o cavalo |
| ---- | ----------------------------------------- | --- | ----------------- | ------------------- | ----- | ---- | -------------------- |
| 2007 | Campeonato Mundial de Ginástica Artística | 16º | 6º                |                     |       |      |                      |
| 2008 | Campeonato Europeu                        |     | Medalha de bronze |                     |       |      |                      |
| 2008 | Jogos Olímpicos                           | 19º | 7º                |                     |       |      |                      |
| 2009 | Campeonato Europeu                        | 7º  |                   |                     | 4º    |      |                      |